# Брукман, Марк Борисович
Марк Борисович (Мордух Беркович) Брукман (18 марта 1884, Бешенковичи Витебской губернии — 9 февраля 1929, Полтава) — украинский художник, живописец-портретист, плакатист, Герой труда (1926).

## Биография
Учился в Одесском художественном училище, в 1915-1917 годах — в Академии художеств (Петроград). С 1905 года жил и работал в Полтаве.